# Ménard
André Ménard foi um general francês.

## Fatos significativos
Ele declarou a guerra de Berna.